# Mellish (cratera)

Mellish é uma cratera em Marte localizada no hemisfério sul do planeta, suas coordenadas são 72.9S, 24.0W.  Seu nome vem de John E. Mellish, um astrônomo amador Americano de St. Charles (Illinois). A cratera recebeu esse nome em 1994 a pedido de Steven Dick do Observatório Naval dos Estados Unidos.